# خانه زعیم (ابوئی فعلی)
خانه زعیم (ابوئی فعلی) مربوط به دوره پهلوی است و در زاهدان، خیابان شریعتی، جنب علوم پزشکی واقع شده روبروی خانه شمسی از و این اثر در تاریخ ۲۰ آبان ۱۳۷۷ با شمارهٔ ثبت ۲۱۵۹ به‌عنوان یکی از آثار ملی ایران به ثبت رسیده است.